# Tolna media
Tolna media là một loài bướm đêm trong họ Erebidae.